# Max Stirner
Johann Kaspar Schmidt (bolje znan pod imenom Max Stirner), nemški filozof, * 25. oktober 1806, Bayreuth, Bavarska, † 26. junij 1856, Berlin, Prusija.
Velja za enega od predhodnikov nihilizma, eksistencializma, postmodernizma in anarhizma. Stirnerjevo glavno delo Ego in njegova lastnina (Der Einzige und sein Eigentum]) je bilo prvič objavljeno leta 1844 v Leipzigu in od takrat prevedeno v številne jezike. 

## Življenje
Stirner se je rodil v Bayreuthu, na Bavarskem. Glavni vir njegovega življenja je življenjepis Max Stirner – sein Leben und sein Werk škotsko-nemškega pisatelja Johna Henryja Macka, objavljen leta 1898. 
Max oziroma Johann je edini sin Alberta Christiana Heinricha (1769 – 1807) in Sophie Elenore Reinlein (1778 – 1839). Njegov oče je 19. aprila 1807 (pri 37 letih) umrl zaradi tuberkuloze, mama pa se je leta 1809 znova poročila s Heinrichom Ballerstedtom.
Ko je dopolnil 20 let, je začel obiskovati Univerzo v Berlinu, kjer je študiral filologijo, filozofijo in teologijo. Obiskoval je predavanja Georga Wilhelma Friedricha Hegela, ki je kasneje postal vir inspiracije Stirnerjevih razmišljanj. Poslušal je njegova predavanja o zgodovini filozofije, filozofiji religije in subjektivnem duhu. Nato se je prepisal na Univerzo v Erlangnu, katero je obiskoval istočasno z Ludwigom Feuerbachom.
Stirner se je nato vrnil v Berlin, kjer je dobil učiteljski certifikat. Žal pa od pruske vlade ni dobil zaposlitve za polni delovni čas na učiteljskem položaju. V tem času pa se je tudi prvič poročil z Agnes Butz, ki pa je leta 1838 umrla med porodom mrtvega otroka.
Med letoma 1839 in 1844 je dobil službo in delal na dekliški šoli, kjer je poučeval zgodovino in literaturo, bil pa je tudi časnikar. V prostem času pa je od leta 1841 sodeloval v razpravah s skupino mladih filozofov imenovanih Die Freien (Svobodni). Zgodovinarji so jih zdaj uvrstili v kategorijo mladoheglovcev. V skupini je bil med drugimi skupaj s Karlom Marxom, Friedrichom Engelsom, Arnoldom Rugeom in Brunom Bauerjem, ki je bil vodja skupine. Feuerbach pa ni bil član, a je bil zelo vpleten v njihove razprave.  Del skupine pa je bila tudi Marie Dähnhardt, s katero se je Stirner kasneje poročil. 
Die Freien pa so bili razdeljeni na dva dela – medtem ko so se nekateri strinjali s Heglovo dialektiko, jo je drugi del skupine opustil. Običajno so razprave potekale v vinskem baru na Friedrichovi cesti, med drugimi pa sta se jih poleg Stirnerja redno udeleževala tudi Marx in Engels. Z Engelsom je bil Stirner dober prijatelj, ni pa znano, če je kdaj sploh spoznal Marxa. Sicer nemški filozof v razpravah ni dosti prispeval, jih je pa vneto poslušal.
Prve objave Stirnerjevih spisov segajo v njegov čas v Berlinu. Napisal je nekaj kratkih novinarskih prispevkov za Rheinische Zeitung in Leipziger Allgemeine Zeitung. Med poučevanjem na dekliški šoli pa je nastalo njegovo najbolj znano delo Der Einzige und sein Eigentum. To je bila tudi polemika proti Heglu in nekaterim mladim hegeljancem, vključno z Ludwigom Feuerbachom in Bruno Bauerjem, pa tudi proti komunistom, kot so Wilhelm Weitling in anarhist Pierre-Joseph Proudhon. Izdal jo je knjigarnar Otto Wigand in sicer v 1000 izvodih. V pričakovanju polemike zaradi objave njegovega velikega dela oktobra 1844, pa je odstopil od svojega mesta učitelja.
Po objavi dela Der Einzige und sein Eigentum je Stirner napisal še Recensenten Stirners in prevedel knjigi The Wealth of Nations, ki jo je napisal Adam Smith, in Traite d'Economie Politique, ki jo je napisal Jean-Baptiste, v nemščino za dodaten zaslužek. Leta 1852 pa je napisal tudi zbirko besedil z naslovom Geschichte der Reaktion. Umrl pa je 26. junija 1856 v Berlinu zaradi strupenega ugriza žuželke.

## Filozofija
Filozofijo Stirnerja se šteje kot pomemben vpliv na razvoj nihilizma, eksistencializma, postmodernizma in individualističnega anarhizma, postanarhizma in post-leve anarhije. Glavno filozofsko delo Stirnerja je Der Einzige und sein Eigentum (napisano v nemščini).

### Egoizem
Stirner trdi, da sva ti in jaz nekaj, kar je nemogoče v celoti razumeti. Vsi pojmi samega sebe bodo vedno neustrezni, da bi v celoti opisali naravo naših izkušenj. Stirner je bil široko razumljen kot zagovornik psihološkega egoizma in etičnega egoizma, čeprav to v njegovem pisanju ni bilo vedno razvidno. Lahko bi ga uvrstili med racionalne egoiste, katerim se zdi popolnoma razumljivo, da delujejo v svojem lastnem interesu. Kako pa je ta lastnost definirana, pa je dokaj subjektivno, saj omogoča vključitev tako sebičnih kot altruističnih normativnih zahtevkov.
Posamezna samouresničitev temelji na želji vsakega posameznika, da izpolni svojo sebičnost. Razlika med nevoljnim in voljnim egoistom je, da bo prvi sledil nekim praznim idejam in bo verjel, da izpolnjuje neke višje cilje, čeprav bodo po navadi nezavedno izpolnjevali svoje lastne želje. Za razliko od nevoljnega egoista, bo voljni sebičnež zavedno izbral svoja dejanja, ki bodo vodila k uresničitvam posameznih želj.
V povezavi z njegovim naukom o jazu je nanj deloval socialnofilozofski motiv - ta individualizem je soutemeljil ideologijo političnega anarhizma.

### Anarhizem
Stirner predlaga, da so najpogosteje sprejete socialne institucije - vključno s pojmom države, premoženje kot pravica, naravne pravice na splošno in sam pojem družbe - bile zgolj iluzije.
Zagovarjal je sebičnost in obliko amoralizma, v katerem bi se posamezniki združevali v 'sindikate egoistov' le, če bi to storili v svojem interesu. Za njega lastnina preprosto pride preko oblasti: "Kdor ve, kako vzeti, braniti stvar, mu pripada lastnina," in: "Kar imam v svoji moči, je moje. Dokler se še uveljavljam kot nosilec te stvari, sem tudi njen lastnik." Stirner gleda na svet in vse, kar je v njem (vključno z drugimi osebami), tako da je na voljo drugim, da jih vzamejo oziroma uporabljajo, brez kakšnih moralnih zadržkov – meni, da pravice v zvezi s predmeti in ljudmi sploh ne obstajajo. Ne zdi se mu racionalno, da bi upošteval interese drugih, razen če to kako prispeva posameznikovemu lastnemu interesu, kar se mu zdi edini utemeljen razlog za delovanje. Družbo zanika kot dejansko entiteto.

### Heglov vpliv
Ameriški filozof Lawrence Stepelevich trdi, da je imel Hegel velik vpliv na delo Der Einzige und sein Eigentum. Medtem ko ima slednja 'ne-hegelsko strukturo in ton' in je v nasprotju s Heglovimi zaključki o sebi in svetu, Stepelevich trdi, da je delo Stirnerja najbolje razumljeno kot odgovor na Heglovo vprašanje vloge zavesti, potem ko je to predvidelo 'neresnično znanje' in postane 'absolutno znanje'. Stirner, zaključuje Stepelevich, predstavlja posledice ponovnega odkrivanja svoje samozavesti po uresničevanju samoodločanja. 
Poznavalci njegove filozofije, kot sta Douglas Moggach in Widukind De Ridder, so trdili, da je bil Stirner očitno študent Hegla, tako kot njegova sodobnika Ludwig Feuerbach in Bruno Bauer, vendar to ne pomeni nujno, da je 'heglijanec'. V nasprotju z mladimi heglijanci je Stirner prezrcalil vse poskuse imanentne kritike Hegla in razsvetljenstva ter odrekel tudi odzive za Bruna Bauerja in Ludwiga Feuerbacha. V nasprotju s Heglom, ki je dano obravnaval kot neustrezno utelešenje racionalnosti, je Stirner to zapustil nedotaknjeno, ker ga obravnava kot zgolj predmet, ne preoblikovanje, ampak užitek in potrošnjo.

### Marx in Engels
Stirnerjevo glavno delo Der Einzige und sein Eigentum je izšlo kot ostra polemika s krogom mladoheglovcev in je med njimi naletelo na podoben sprejem kot pri ostalih (knjigo so oblasti najprej prepovedale, en mesec kasneje pa dovolile objavo). Poleg ostalih 'odgovorov' oziroma kritik te knjige, pa je kot odgovor Stirnerju posvečeno kar ¾ dela Nemška ideologija, ki sta ga napisala Marx in Engels (v tem delu sta po Marxovih besedah prišla do 'samorazjasnitve').
V svojem delu Max v enem od poglavij govori o liberalizmu, ki ga dojema kot višek 'krščanskega načina gledanj'. Gre za očitek liberalizmu in krščanstvu, da: »v tebi ne vidita tebe, ampak rod, ne živo pričujočega, temveč duha.« Iz te njegove kritike krščanstva in liberalizma je razvidno, da se pri njem nasproti rodu pojavi 'dejanski ali edini jaz', nasproti bistvu pa 'živo pričujoče' – neka domnevno konkretizirajoča drža, ki po navadi slovi kot Marxov dosežek. Poleg tega pa Marxa med seciranjem Feuerbachovega Bistva krščanstva omeni in obtoži pri primeru zlorabe pojma 'generična bitja' in mu očita nekakšno feuerbachovstvo. Tako je Engels takoj, ko je dobil izvod Stirnerjeve knjige, napisal pismo Marxu in mu obljubil, da mu pošlje knjigo, saj je bilo delo vredno njune pozornosti. Potem ko sta delo prebrala, sta napisala odgovor v Nemški ideologiji, v kateri se Marx poskuša znebiti očitka feuerbachovstva.
Marx in Stirner pa sta tako povezana tudi zato, ker je slednji 'glavni krivec' za to, da je Marx zgradil svojo teorijo tako, kot jo je. Brez močnega sunka Stirnerjevega glavnega dela, Marxova teorija ne bi bila takšna, kot je.

## Dela

### Das unwahre Prinzip unserer Erziehung
Das unwahre Prinzip unserer Erziehung je bil objavljen leta 1842 v časopisu Rheinische Zeitung, katerega je v tistem času urejal Marx. Napisan je bil kot odziv na razpravo Humanizem proti realizmu, ki jo je napisal Otto Friedrich Theodor Heinsius. Stirner pojasnjuje, da izobrazba bodisi v klasični humanistični metodi bodisi praktični realistični metodi še vedno nima prave vrednosti. Izobraževanje je zato izpolnjeno s pomočjo posamezniku, da postane svoja osebnost.

### Der Einzige und Sein Eigentum
Njegovo delo, Der Einzige un sein Eigentum, je bilo izdano leta 1885. V njem radikalno anti-avtoritarno in individualistično kritizira sodobno prusko družbo in moderne zahodne družbe kot take. Ponuja pristop k človeškemu bivanju, v katerem se opiše kot 'edinstven', ki presega zmožnost jezika, da se v celoti izrazi.
Knjiga razglaša, da vse religije in ideologije počivajo na praznih konceptih in ne na večnih resnicah. Enako velja za družbene institucije, ki uveljavljajo oblast nad posameznikom, pa naj gre za državo, zakonodajo, cerkev ali sisteme izobraževanja, kot so univerze.
Stirnerjev argument raziskuje in razširi meje kritike, katere usmerja zlasti na svoje sodobnike, Ludwiga Feuerbacha in Bruna Bauerja, ter na popularne ideologije, vključno z religijo, liberalizmom in humanizmom, nacionalizmom, etatizmom, kapitalizmom, socializmom in komunizmom.
Do danes so izšle tri izdaje knjige (prva 1845, druga 1882 in tretja 1901 - sedaj se imenuje: Der Einzige und sein Eigentum und andere Schriften).

### Kunst und Religion
Umetnost in religija (Kunst und Religion) je bil objavljen v časopisu Rheinische Zeitung 14. junija 1842. V njem nagovori Bruna Bauerja zaradi njegove objave proti Heglu in Heglove doktrine religije in umetnosti, kjer umetnost ocenjuje predvsem z vidika vere. Bauer je obrnil Heglov odnos med umetnostjo in religijo ter trdil, da je bila umetnost veliko bolj povezana s filozofijo kot religijo, ki temelji na njihovi skupni definiciji in jasnosti ter skupnem etičnem korenu. Stirner je presegel kritike tako Hegla kot tudi Bauerja, s trditvijo, da je umetnost ustvarila predmet za religijo in tako nikakor ne bi mogla biti povezana s tem, kar je Stirner štel za 'filozofijo'. Razlog, duh filozofije, se nanaša samo na sebe in se ne trudi nad nobenim predmetom.

### Die Philosophischen Reactionäre
Die Philosophischen Reactionäre je bil objavljen leta 1847 v Die Epigonen, reviji, ki jo je urejal Otto Wigand iz Leipziga. V tistem času je Wigand že objavil Der Einzige und sein Eigentum in prav tako dokončeval objavo Stirnerjevih prevodov knjig Adama Smitha in Jeana-Baptista Saya. Kot pravi podnaslov, je bil Die Philosophischen Reactionäre napisan kot odgovor na članek Kuna Fischerja z naslovom Die Moderne Sofisten. Članek je bil podpisan 'G. Edward' in njegovo avtorstvo je bilo sporno vse odkar ga je John Henry Mackay 'previdno' pripisal Stirnerju in ga vključil v svojo zbirko Stirnerjevih manjkajočih spisov.
Večina besedila obravnava definicijo sofizma Kuna Fischerja. Z veliko duhovnostjo je izpostavljena samo-protislovna narava Fischerjeve kritike sofizma. Fischer je močno razlikoval med filozofijo in sofizmom, hkrati pa je slednje obravnaval kot 'zrcalno podobo filozofije'.

### Recensenten Stirners
Recensenten Stirners je bil objavljen septembra 1845 v Wigands Vierteljahrsschrift. To je odziv, v katerem se Stirner naslavlja v tretji osebi, na tri kritike Der Einzige und sein Eigenthum: eno je napisal Moses Hess v Die letzten Philosophen, drugo nek 'Szeliga' v članku v dnevniku Norddeutsche Blätter, tretjo pa je anonimno napisal Ludwig Feuerbach v članku Über 'Das Wesen des Christentums' in Beziehung auf Stirners' Der Einzige und sein Eigentum'.

### Geschichte der Reaktion
Geschichte der Reaction je v dveh zvezkih objavil Allgemeine Deutsche Verlags-Anstalt leta 1851, a je bil v Avstriji takoj prepovedan. Napisana je bila v kontekstu nedavnih revolucij v nemških državah leta 1848 in je predvsem zbirka del drugih avtorjev, ki pa jih je izbral in prevedel Stirner. Uvod in nekateri dodatni deli pa so njegovo lastno delo.

### Ostala dela
- Über Schulgesetze, 1834

- Christentum und Antichristentum, 1842

- Gegenwort eines Mitglieds der Berliner Gemeinde wider die Schrift der sieben und funfzig Berliner Geistlichen, 1842

- Ueber B. Bauer’s Posaune des jüngsten Gerichts, 1842

- Über die Verpflichtung der Staatsbürger zu irgendeinem Religionsbekenntnis

- Über »Die Mysterien von Paris« (Eugène Sue), 1843

- Einiges Vorläufige vom Liebesstaat, 1844

## Vplivi
Delo Der Einzige und sein Eigentum so prebrali mnogi misleci, na katere je imel velik vpliv – med njimi so Rudolf Steiner, Gustav Landauer, Carl Schmitt in Jürgen Habermas. Le malo jih odkrito prizna kakršenkoli vpliv na lastno razmišljanje. V Ernst Jüngerjevi knjigi Eumeswil je lik 'Anarha' temeljil na Stirnerjevem 'Einzigu'. Številni drugi avtorji, filozofi in umetniki so citirali ali drugače omenili Maxa Stirnerja. Med njimi so Albert Camus (v The Rebel), Benjamin Tucker, Dora Marsden, Georg Brandes, Robert Anton Wilson, italijanski individualistični anarhist Frank Brand, francoski umetnik Marcel Duchamp, nekateri pisatelji situacionističnega gibanja in Max Ernst. Italijanski diktator Benito Mussolini je prav tako prebral njegova dela in bil navdahnjen s strani Stirnerja. V svojih časopisnih člankih se je večkrat skliceval nanj, preden je prišel na oblast. Njegova kasnejša pisanja pa bi podprla pogled proti Stirnerju.